# Mont Perdu
Monte Perdido (spansk) eller Mont Perdu (fransk, begge navne betyder det skjulte/tabte bjerg) er det tredje højeste bjerg i Pyrenæerne, 3.355 moh. Bjerget ligger i Spanien, nær den fransk-spanske grænse. Fra fransk side er bjerget skjult af toppene ovenfor Cirque de Gavarnie og Cirque d'Estaubé. Bjerget ligger midt i den spanske Ordesa y Monte Perdido Nationalpark som blev oprettet i 1918. 
Bjerget har siden 1997 været et verdensarvsområde, og det blev udvidet i 1999. Verdensarvområdet har nu en udstrækning på 306 km² og omfatter områder både i Spanien og Frankrig.

## Natur
Bjerget er en typisk pyramidetop, dannet af gletsjerskuring i istiden. Mont Perdu-bræen på nordsiden af toppen har en udstrækning på 0,36 km². 
Nationalparken er blevet udvidet fra 21 til 156 km² siden den første fredning i 1918. Det findes mere end 1500 blomsterarter, 171 fuglearter og 32 forskellige pattedyr i Ordesa. En karakterart i parken er den store  lammegriben. 5 % af arterne i området er endemiske.
Indenfor verdensarvområdet ligger på spansk side to af Europas største og dybeste kløfter. På fransk side ligger tre store hulformede dalområder dannet vedgletsjererosion. 
Verdensarvområdet har også en kulturlandskabsdimension da det er præget af flere tusind års græsning fra husdyr. 

## Adkomst
Førstebestigningen var i 1802.
Det er lettest at nå bjerget fra den spanske siden. En rute begynder ved landsbyen Torla i Aragón langs den store Ordesadalen, og  op gennem Circo de Soaso før man må klatre op af en  brat klippe til toppen.